# Northern lights
《Northern lights》為2002年3月27日發售、林原惠的第29張單曲。
由King Records發行、販賣（KICM-3027）。

## 概要
- 繼2001年發售的「Over Soul」之後成為電視動畫《通靈王》的主題曲，兩首歌歌詞的中心主題皆為《通靈王》。
- 在Oricon排行榜中，連續3天在單日榜上，週排行榜也是初登場就獲得第3名，並且更新了自己在Oricon週單曲排行榜的最高名次。這也是不論單曲、專輯中的個人最高名次，以及當時個人聲優歌手的最高紀錄。登上排行榜次數為9次，並更新了週單曲排行榜入選作品數的紀錄。
- 創下連續2週進入Oricon排行榜TOP10（首週第3名、次週第9名）的紀錄。
- 標題的「Northern lights」代表「極光」，林原表示「極光表現出歌詞的内容」。林原惠在廣播中發表感想，表示歌詞是以《通靈王》為中心主題而創作的，而間奏部分中如細語般的聲音為用某種語言說的「雙胞胎誕生」的話語（林原自己似乎也不清楚是哪種語言）。
- 2003年10月，本作被認定為金唱片。

## 内容
1. Northern lights [3:31]
  - 作詞：MEGUMI、作曲・編曲：高橋剛
  - 東京電視台系列電視動畫《通靈王》後期片頭曲
2. 影像 [3:44]（漢字為面影。）
  - 作詞：MEGUMI、作曲・編曲：高橋剛
  - 東京電視台系列電視動畫『通靈王』後期片尾曲
3. Northern lights（instrumental）
4. 影像（instrumental）

## 收錄專輯
- Northern lights
《center color》（也收錄了ballade version）
- 影像
《center color》